# Луций Нинний Квадрат
Лу́ций Ни́нний Квадра́т (лат. Lucius Ninnius Quadratus; умер после 49 года до н. э.) — древнеримский политический деятель, народный трибун 58 года до н. э. Во время своего трибуната инициировал отзыв Марка Туллия Цицерона из изгнания.

## Биография
Луций принадлежал к неименитому плебейскому роду оскского происхождения, о республиканских представителях которого сохранившиеся письменные источники ничего не сообщают. Впрочем, весьма вероятно, что какие-то родственные связи имелись между Луцием Квадратом и неким Луцием Ниннием, сыном Луция, Руфом, чьё имя фигурирует в одной, найденной в Помпеях (Неаполь), надписи на фундаменте мраморной статуи, датируемой промежутком между 60 и 40 годами до н. э.
О гражданско-политической карьере Квадрата также известно немногое. В 59 году до н. э. он был избран народным трибуном на следующий год, где отличился противодействием инициативам своего коллеги Публия Клодия, направленным против Марка Туллия Цицерона. После того, как Цицерон удалился из Рима, Луций внёс в сенат предложение о соблюдении траура по оратору, а в начале июня 58 года до н. э. инициировал его отзыв из ссылки, который пытался интерцедировать Элий Лиг, «прихвостень недругов» Цицерона. В том же году, на основании закона Валерия—Горация (449 год до н. э.), он посвятил владения Клодия богине плодородия Церере. Двумя годами позднее Квадрат упоминается вместе с Катоном, Марком Фавонием, Гаем Атеем и Публием Аквилием Галлом как один из противников закона Требония (Lex Trebonia), юридически продлившем ещё на пять лет срок проконсульских полномочий триумвиров.
В последний раз его имя встречается в одном из писем Цицерона, датированном серединой мая 49 года до н. э., когда уже набирала обороты очередная гражданская война. Тогда Луций пытался склонить Марка Туллия Цицерона на сторону сенатской «партии», предложив ему возглавить оборону Помпей.